# Саранская духовная семинария
Саранская духовная семинария — высшее духовное учебное заведение Саранской епархии Русской православной церкви, готовящее священно- и церковно-служителей.

## История
Саранское духовное училище было открыто в сентябре 1997 года в здании бывшего хлебозавода № 4, переданного Саранской епархии администрацией г. Саранска.
26 февраля 1998 года Священный синод, заслушав ходатайство епископа Саранского и Мордовского Варсонофия (Судакова), постановил: «Благословить открытие Саранского духовного училища с 2-х летним курсом обучения». Ректором был назначен священник Александр Пелин.
В августе 2006 года под была издана книга игумена Силуана (Туманова) «О нашей вере. Беседы по основам Православия». Под редакцией М. Ю. Грыжанковой был выпущен учебник для общеобразовательных школ «Основы православной культуры». Обе книги и проект были отмечены на Всероссийском конкурсе «Серафимовский учитель» и получили дипломы лауреатов конкурса.
В 2006 году были проведены ремонтно-восстановительные работы, в ходе которых были отремонтированы кухня и две кельи учащихся.
30 и 31 марта 2016 года Учебный комитет провел инспекцию Саранского духовного училища, по итогам которой комиссия заключила, что данное учебное заведение имеет положительную динамику развития. Учитывая имеющийся потенциал и общую заинтересованность руководства училища и правящего архиерея Саранской епархии преобразования Саранского духовного училища в семинарию, Учебный комитет считает возможным вернуться к повторному рассмотрению данного вопроса после первого выпуска по программе бакалавриата. 13 июня 2016 года на основании этой проверки Священный Синод Русской православной церкви постановил: «Вернуться к вопросу о возможности преобразования Саранского духовного училища в семинарию после первого выпуска училища по программе бакалавриата при условии успешного набора на 2016—2017 учебный год, устранения выявленных недостатков и создании в данном учебном заведении соответствующей образовательным стандартам базы для реализации программ высшего образования».
4 мая 2017 года на Священный Синод Русской Православной Церкви, заслушав рапорт председателя Учебного комитета архиепископа Верейского Евгения, постановил преобразовать училище в Саранскую духовную семинарию.
29 февраля 2024 года Федеральная служба по надзору в сфере образования и науки (Рособрнадзор) опубликовала приказ № 432 «О государственной аккредитации образовательной деятельности религиозной организации — духовной образовательной организации высшего образования "Саранская духовная семинария Саранской и Мордовской епархии Русской Православной Церкви" в отношении уровня высшего образования бакалавриат по направлению "Теология"».

## Образование
В семинарии изучается целый спектр дисциплин, как церковной, так и светской направленности: катехизис, библейская история, основное богословие, догматическое богословие, пастырское богословие, философия, русская религиозная философия, риторика, гомилетика, патрология, литургика, каноническое право, история западных вероисповеданий, сектоведение, миссиология, история древней Церкви, история России, история Русской православной церкви и др.
Обучение в семинарии очное, заочное. Проводятся семинары, конференции, круглые столы, чтения, концерты духовной музыки, проводится отдых для детей.